# أنور الفطايري
أنور الفطايري ( 1946 - 9 فبراير 1989) سياسي لبناني. ولد في جديدة الشوف، التحق بكلية التربية في الجامعة اللبنانية وأحرز إجازة في الرياضيات، ثم بالجامعة العربية فأحرز إجازة في التاريخ. بدأ عمله السياسي مع حركة القوميين العرب، ثم انتسب إلى الحزب التقدمي الاشتراكي سنة 1968 وتقلد عدة مناصب في الحزب. اُغتيل في 9 فبراير 1989 عندما كان في وادي نحلة في الشوف.

## سيرته
ولد أنور الفطايري في جديدة الشوف سنة 1946 وتلقى علومه الابتدائية في مدرسة المختارة، والثانوية في مدرسة الآباء المرسلين في جونية، ثم التحق بكلية التربية في الجامعة اللبنانية وأحرز إجازة في الرياضيات، ثم بالجامعة العربية فأحرز إجازة في التاريخ.

بدأ عمله السياسي مع حركة القوميين العرب، ثم انتسب إلى الحزب التقدمي الاشتراكي سنة 1968، ثم تولّی رئاسة الاتحاد الوطني لطلبة الجامعة اللبنانية في السنوات 1972 و 1973 و 1977. وكان عضواً في اللجنة التنفيذية في الجبهة العربية المشاركة للثورة الفلسطينية. 

تسلّم في الحزب التقدمي الاشتراكي عدّة مسؤوليات، فكان أمين الطلبة والرياضة والشباب سنة 1976، ومفوض التعبئة سنة 1976، وأمين مفوضية الدعاية والنشر سنة 1978، ثم كان عضواً في مجلس القيادة وتسلم أمانة السر العامة سنة 1984. وكان في سنة 1985 عضو المكتب السياسي وعضو اللجنة المركزية حتى تاريخ اغتياله.

## اغتياله
في 9 شباط 1989 كان في وادي بنحليه منطقة الشوف يهيء لتنفيذ بإدارة وليد جنبلاط في إعادة المسيحيين إلى الشوف فأطلق عليه أحد العملاء النار. فأقيم له مأتم وطني حافل في دار المختارة تكلم فيه عدد من كبار الشخصيات والقادة الوطنيين، ومنهم وليد جنبلاط .

وفي 14 نيسان 2018 أزاح تيمور جنبلاط الستار عن تمثال أنور الفطايري، باحتفال أُقيم في بلدة الجديدة في قضاء الشوف، بدعوة من الحزب التقدمي الاشتراكي وفرع بلدة الجديدة، وفي حضور شخصيات وفاعليات سياسية وحزبية وبلدية وأهلية ومشايخ.